# مغلاني بيكم
مغلاني بيكم، المعروفة أيضًا باسم مراد بيكم، حكمت إقليم بنجاب من لاهور لبضعة أشهر في عام 1753. عُرفت باستخدامها مهاراتها السياسية للتلاعب بأصدقائها وأعدائها ضد بعضهم البعض لتحقيق مصالحها الشخصية. كانت زوجة معين الملك (مير مانو)، الذي كان حاكمًا على صُوبَة لاهور بين عامي 1748 و1753، وكان محبوبًا من قبل أحمد شاه عبدالي، إمبراطور أفغانستان.

## الحياة المبكرة
وُلدت مغلاني بيكم باسم سُريّا بيكم، وعُرفت أيضًا باسم مراد بيكم. تزوجت من معين الملك، المعروف باسم مير مانو، الذي شغل منصب نائب الملك على البنجاب من 1748 إلى 1753. والدها كان جاني خان، أحد النبلاء البارزين في بلاط لاهور، ووالدتها دردانة بيكم، ابنة نواب عبد الصمد خان، الذي كان نائب الملك على البنجاب من 1713 إلى 1726، وشقيقة نواب زكريا خان، حاكم البنجاب من 1726 إلى 1745. بعد زواجها، أُطلق عليها اسم مراد بيكم، لكنها كانت تُعرف عمومًا باسم مغلاني بيكم.

## سيرتها الشخصية
بعد الوفاة المفاجئة لزوجها في 3 نوفمبر 1753، رفض الجنود المغول غير المدفوعي الأجر إطلاق جثمان معين الملك حتى تُسدَّد رواتبهم. تولّت مغلاني بيكم السيطرة على الخزانة وعملت لمدة ثلاثة أيام على تسوية أجورهم، ما حال دون حدوث تمرد كبير. عندما حاول بخاري خان نقل جثمان معين إلى دلهي، أصرّت على دفنه في لاهور، ونجحت عبر كسب ولاء القادة الهنود وإرسال قاسم خان لإغراء الجنود بالمكافآت. في خطوة استراتيجية، وضعت حرسًا للسيطرة على الجثمان، ما أجبر رجال بخاري خان على التراجع. بذلك، تمكنت من دفن زوجها في شاهيد غنج في لاهور، ما أبرز دهاءها السياسي وقيادتها في وقت الأزمة.

### تعيين ابنها حاكمًا
في 12 نوفمبر 1753، وصل خبر وفاة معين الملك إلى دلهي. في اليوم التالي، عيّن الإمبراطور أحمد شاه ابنه البالغ ثلاث سنوات محمود خان نائبًا للملك على لاهور وملتان، وعيّن محمد أمين، ابن معين الملك الآخر، نائبًا له. لكن الإدارة الفعلية كانت بيد مؤمن خان، في حين كانت السلطة الحقيقية في يد مغلاني بيكم. نظرًا لأن البنجاب كان تحت الحكم الأفغاني منذ عام 1752، فقد كانت السلطة الفعلية تأتي من أحمد شاه عبدالي، لا من الإمبراطور المغولي. لضمان تثبيت سلطة ابنها، تواصلت مع جهان خان، حاكم بيشاور، لطلب موافقة عبدالي. بالفعل، في يناير 1754، عُيّن محمد أمين رسميًا حاكمًا للبنجاب من قبل أحمد شاه دراني، وسط احتفالات كبيرة.

### تمرد بخاري خان وصعود قاسم خان (1754)
كان بخاري خان، القائد التركي القوي والمقرّب من معين الملك، يتوقع أن يُعيَّن نائبًا لحاكم البنجاب بعد وفاة معين، لكنه شعر بالخيانة عندما تم تعيين مؤمن خان بدلًا منه. حصل على دعم من وزير دلهي انتظام الدولة، الذي منحه المنصب، لكن مغلاني بيكم رفضت الاعتراف بهذا التعيين. فبدأ بخاري خان بجمع قواته، خاصة من الأفغان في كسور، وبنى مسجد سونهري في لاهور لإظهار قوته. غير أن مغلاني بيكم أضعفت نفوذه عبر زيادة رواتب الضباط ومنحهم ألقابًا، وكسبت خواجة ميرزا خان إلى صفها بتعيينه حاكمًا على امين آباد. بمساعدته، تم القبض على بخاري خان وسُجن في قصرها تحت حراسة مشددة.

### الهزيمة وسجن قاسم خان (1754)
بعد قمع تمرد بخاري خان، عيّنت مغلاني بيكم قاسم خان فَوجدارًا (قائدًا عسكريًا) على باتي، ومنحته قوات ومدافع وأموالًا. لكنه واجه هزائم متكررة أمام القوات السيخية، وتردد في الهجوم رغم الخسائر. فشل شقيقه عليم بيك خان في اقتحام إحدى القرى السيخية، وتعرض جيشه لهزيمة على يد مجموعة صغيرة من السيخ. ادّعى لاحقًا أنه تحالف مع 8000 سيخي وخطط للسيطرة على لاهور والتوجه نحو دلهي، لكنه أهدى السلاح للسيخ وأهمل دفع رواتب جنوده، مما أدى إلى تمرد داخل جيشه. فهاجمته قواته، وأسقطوا خيمته وأسرُوه، ثم سلّموه إلى مغلاني بيكم، التي سجنته تحت رقابة مشددة في قصرها.

### الصراعات والفضائح (1754)
في مايو 1754، توفي محمد أمين خان، حاكم البنجاب الطفل، في ظروف غامضة، يُعتقد أنه سُمم مثل والده. مع عدم وجود منافس مباشر، أعلنت مغلاني بيكم نفسها حاكمة وسعت للاعتراف الرسمي من دلهي وقندهار. لكن الإمبراطور كان مشغولًا بصراعاته الداخلية، ورغم تعيين عالمكير الثاني لاحقًا لمؤمن خان كحاكم، فإن بيكم احتفظت بالسلطة الفعلية. واجهت خلال حكمها تحديات كبيرة، حيث سادت الفوضى، وأدى اعتمادها على الخِصيان في الإدارة إلى ضعف وخصومات بين مستشاريها. كانت مناطق مثل ملتان وجهارمحال وشمال البنجاب إما تحت سيطرة الأفغان أو زعماء مستقلين مثل عدينه بيك خان، ولم يتبق سوى منطقة صغيرة موالية للاهور. كما شابت حياتها الشخصية فضائح أخلاقية، إذ اتُهمت بعلاقات غير لائقة مع غازي بيك خان، ما زاد من تقويض شرعيتها وساهم في زعزعة استقرار حكمها.

### تمرد خواجه ميرزا خان (1754)
رغم ما كان يعتري سلوكهم من ضعف أخلاقي، عارض كبار رجال البلاط في لاهور حكم مغلاني بيكم، ما أدى إلى اندلاع تمردات جديدة. كان من أبرز قادة هذا التمرد خواجه ميرزا خان، زعيم أوزبكي كان سابقًا قائدًا موثوقًا به في عهد معين الملك. بعد أن كان في البداية حليفًا لبخاري خان، نال لاحقًا رضا مغلاني بيكم، التي عيّنته فَوجدارًا على امين آباد، حيث أحكم السيطرة على منطقته، وسحق مقاومة السيخ، وحافظ على النظام. لكن بخاري خان، الذي كان لا يزال في السجن، تآمر مع شقيق ميرزا خان، خواجه محمد سعيد خان، للإطاحة ببيكم. متحمسًا لهذا المخطط، سار ميرزا خان إلى لاهور، وأقنع جنود بيكم بالانضمام إليه، واستولى على قصرها، ونهب ثرواته ومجوهراته وممتلكاته الثمينة. تم خلع مغلاني بيكم ونُقلت إلى منزل والدتها تحت الإقامة الجبرية. أعلن ميرزا خان نفسه نوابًا، ووضع على رأسه تاجًا رمزيًا، ووزع الألقاب والمكافآت على أنصاره من المغول. رغم أن عددًا من النبلاء المغول خضعوا له في البداية، لم تدم وحدتهم طويلًا بسبب الغيرة والخلافات الداخلية، مما أدى إلى الفوضى. قام ميرزا خان بعدة حملات ضد السيخ، إلا أن عجزه عن إحكام السيطرة وجمع الإيرادات أضعف حكمه، وسمح بانتشار الفوضى في الإقليم.

### انتقام مغلاني بيكم واضطرابات لاهور (1755)
بعد خلعها، سعت مغلاني بيكم للانتقام من خواجه ميرزا خان وبخاري خان، اللذين كان لهما دور بارز في سقوطها. أرسلت عمها خواجه عبد الله خان إلى بلاط أحمد شاه عبدالي في قندهار، واتهمت النبلاء المغول بالتسبب في الفوضى في البنجاب. استجاب عبدالي، وأمر قائده أمان خان بالتوجه إلى لاهور على رأس 10000 جندي. هُزم خواجه ميرزا بسهولة وسُجن، وتعرضت لاهور للنهب. أُعيدت مغلاني بيكم إلى السلطة، وأصبح خواجه عبد الله نائبها. أما بخاري خان، فسُلم إليها، وقامت بتعذيبه بوحشية وطعنته شخصيًا، ثم أُلقيت جثته خارج المدينة. غير أن خواجه عبد الله انقلب عليها لاحقًا، وفرض عليها الإقامة الجبرية في منزل والدتها، واستولى على حكم لاهور، وأدارها بوحشية، ما أدى إلى اضطهاد السكان واستنزاف ثرواتهم.
في هذه الأثناء، رأى عدينه بيك خان، الحاكم القوي لمنطقة جالندهر دُواب، فرصة وسط هذا الاضطراب. في سبتمبر 1755، زحف إلى لاهور، حيث كان حكم خواجه عبد الله قد أصبح مكروهًا على نطاق واسع. لعدم وجود مقاومة، فرّ عبد الله إلى ملتان، واستولى عدينه على العاصمة، وعيّن صادق بيك خان نائبًا له، ثم عاد إلى جالندهر.